# IC 859
IC 859 је елиптична галаксија у сазвјежђу Береникина коса која се налази на листи објеката дубоког неба у Индекс каталогу.
Деклинација објекта је + 17° 13' 33" а ректасцензија 13h 14m 57,2s. Привидна величина (магнитуда) објекта IC 859 износи 14,1 а фотографска магнитуда 15,1. IC 859 је још познат и под ознакама MCG 3-34-8, CGCG 101-12, ARAK 408, KCPG 367B, NPM1G +17.0434, PGC 46074.